# Vito Mannone
Vito Mannone, né le 2 mars 1988 à Desio en Italie, est un footballeur italien qui évolue au poste de gardien de but.

## Biographie
Repéré par Arsène Wenger, Vito Mannone est recruté par le club londonien d'Arsenal en 2005. Il signe ainsi son premier contrat contre une compensation d'un montant de 350 000 £ à l'Atalanta Bergame.
Le 26 juillet 2005, il dispute son premier match avec Arsenal lors d'une rencontre amicale contre le Barnet FC (4-1), avant d'être prêté pour la saison 2006-2007 à Barnsley.
Il prend part à son premier match de Ligue des champions le 16 septembre 2009 contre le Standard de Liège en phases de groupes, en remplacement de Manuel Almunia et sa doublure Łukasz Fabiański, tous deux blessés.
Dix jours plus tard, il joue son premier match de Premier League contre Fulham (1-0).
Le 7 octobre 2010, il réclame publiquement du temps de jeu, lassé d'être numéro trois dans la hiérarchie des gardiens d'Arsenal. Il envoie dans le même temps une pique à ses concurrents directs pour le poste de gardien de but, en déclarant « Et puis ce n'est pas comme si mes deux collègues faisaient du si bon boulot ». Ainsi, le 18 octobre 2010, il est prêté jusqu'au 3 janvier 2011 au club de Hull City.
Le 4 janvier 2012, il est une nouvelle fois prêté à Hull City jusqu'à la fin de la saison. Il prend part à 23 rencontres avant de revenir à Arsenal.
Le 26 août 2012, Mannone est titularisé pour la première fois en Premier League depuis le 25 octobre 2009 à la suite des blessures de Wojciech Szczęsny et de Łukasz Fabiański.
En juillet 2013, Vito Mannone rejoint Sunderland. Il prend part à 80 matchs toutes compétitions confondues avec les Black Cats avant de s'engager pour trois ans avec le Reading FC le 19 juillet 2017.
Le 10 février 2019, le gardien de but italien est prêté pour un an au Minnesota United, qui évolue en Major League Soccer. Il joue quarante matchs avec le club américain et remporte le trophée du gardien de l'année de MLS. Mannone est également nommé dans l'équipe-type de Major League Soccer. Le gardien italien ne trouve pas de temps de jeu lors de son retour à Reading à la fin de l'année 2019, il est donc prêté pour six mois à l'Esbjerg fB le 31 janvier 2020. Il participe à treize matchs sous le maillot du club danois. En août 2020, il est libéré par le Reading FC.
Le 11 septembre 2020, il s'engage pour deux saisons avec l'AS Monaco.
Il profite des absences conjointes des gardiens Alexander Nübel et de Radosław Majecki pour jouer son premier match de la saison 2021-2022 lors du huitième de finale de la Coupe de France et participe activement à la victoire de l'AS Monaco 4-2 sur le terrain du RC Lens en détournant plusieurs frappes adverses.

## Statistiques
| Saison                | Club                    | Championnat           | Championnat | Championnat | Championnat | Coupe nationale | Coupe nationale | Coupe nationale | Coupe de la Ligue | Coupe de la Ligue | Coupe de la Ligue | Compétition(s) continentale(s) | Compétition(s) continentale(s) | Compétition(s) continentale(s) | Compétition(s) continentale(s) | Total | Total | Total |
| Saison                | Club                    | Division              | M.          | B.          | P.d.        | M.              | B.              | P.d.            | M.                | B.                | P.d.              | Comp.                          | M.                             | B.                             | P.d.                           | M.    | B.    | P.d.  |
| 2007-2008             | Arsenal FC              | Premier League        | -           | -           | -           | -               | -               | -               | -                 | -                 | -                 | C1                             | -                              | -                              | -                              | 0     | 0     | 0     |
| 2008-2009             | Arsenal FC              | Premier League        | 1           | 0           | 0           | -               | -               | -               | -                 | -                 | -                 | C1                             | -                              | -                              | -                              | 1     | 0     | 0     |
| 2009-2010             | Arsenal FC              | Premier League        | 5           | 0           | 0           | -               | -               | -               | -                 | -                 | -                 | C1                             | 3                              | 0                              | 0                              | 8     | 0     | 0     |
| 2011-2012             | Arsenal FC              | Premier League        | -           | -           | -           | -               | -               | -               | -                 | -                 | -                 | C1                             | 1                              | 0                              | 0                              | 1     | 0     | 0     |
| 2012-2013             | Arsenal FC              | Premier League        | 9           | 0           | 0           | -               | -               | -               | -                 | -                 | -                 | C1                             | 4                              | 0                              | 0                              | 13    | 0     | 0     |
| Sous-total            | Sous-total              | Sous-total            | 15          | 0           | 0           | 0               | 0               | 0               | 0                 | 0                 | 0                 | -                              | 8                              | 0                              | 0                              | 23    | 0     | 0     |
| 2006-2007             | Barnsley FC (prêt)      | Championship          | 2           | 0           | 0           | -               | -               | -               | 2                 | 0                 | 0                 | -                              | -                              | -                              | -                              | 4     | 0     | 0     |
| 2010-2011             | Hull City (prêt)        | Championship          | 10          | 0           | 1           | -               | -               | -               | -                 | -                 | -                 | -                              | -                              | -                              | -                              | 10    | 0     | 1     |
| 2011-2012             | Hull City (prêt)        | Championship          | 21          | 0           | 0           | 2               | 0               | 0               | -                 | -                 | -                 | -                              | -                              | -                              | -                              | 23    | 0     | 0     |
| Sous-total            | Sous-total              | Sous-total            | 31          | 0           | 1           | 2               | 0               | 0               | 0                 | 0                 | 0                 | -                              | 0                              | 0                              | 0                              | 33    | 0     | 1     |
| 2013-2014             | Sunderland AFC          | Premier League        | 29          | 0           | 0           | 1               | 0               | 0               | 6                 | 0                 | 0                 | -                              | -                              | -                              | -                              | 36    | 0     | 0     |
| 2014-2015             | Sunderland AFC          | Premier League        | 10          | 0           | 0           | 3               | 0               | 0               | -                 | -                 | -                 | -                              | -                              | -                              | -                              | 13    | 0     | 0     |
| 2015-2016             | Sunderland AFC          | Premier League        | 19          | 0           | 0           | -               | -               | -               | 1                 | 0                 | 0                 | -                              | -                              | -                              | -                              | 20    | 0     | 0     |
| 2016-2017             | Sunderland AFC          | Premier League        | 9           | 0           | 0           | 2               | 0               | 0               | -                 | -                 | -                 | -                              | -                              | -                              | -                              | 11    | 0     | 0     |
| Sous-total            | Sous-total              | Sous-total            | 67          | 0           | 0           | 6               | 0               | 0               | 7                 | 0                 | 0                 | -                              | 0                              | 0                              | 0                              | 80    | 0     | 0     |
| 2017-2018             | Reading FC              | Championship          | 41          | 0           | 0           | -               | -               | -               | -                 | -                 | -                 | -                              | -                              | -                              | -                              | 41    | 0     | 0     |
| 2018-2019             | Reading FC              | Championship          | 6           | 0           | 0           | -               | -               | -               | -                 | -                 | -                 | -                              | -                              | -                              | -                              | 6     | 0     | 0     |
| Sous-total            | Sous-total              | Sous-total            | 47          | 0           | 0           | 0               | 0               | 0               | 0                 | 0                 | 0                 | -                              | 0                              | 0                              | 0                              | 47    | 0     | 0     |
| 2019                  | Minnesota United (prêt) | MLS                   | 35          | 0           | 0           | 5               | 0               | 0               | -                 | -                 | -                 | -                              | -                              | -                              | -                              | 40    | 0     | 0     |
| 2019-2020             | Esbjerg fB (prêt)       | Superliga             | 12          | 0           | 1           | 1               | 0               | 0               | -                 | -                 | -                 | C3                             | -                              | -                              | -                              | 13    | 0     | 1     |
| 2020-2021             | AS Monaco               | Ligue 1               | 9           | 0           | 0           | -               | -               | -               | -                 | -                 | -                 | -                              | -                              | -                              | -                              | 9     | 0     | 0     |
| 2021-2022             | AS Monaco               | Ligue 1               | -           | -           | -           | 2               | 0               | 0               | -                 | -                 | -                 | C1+C3                          | -                              | -                              | -                              | 2     | 0     | 0     |
| Sous-total            | Sous-total              | Sous-total            | 9           | 0           | 0           | 2               | 0               | 0               | 0                 | 0                 | 0                 | -                              | 0                              | 0                              | 0                              | 11    | 0     | 0     |
| 2022-2023             | FC Lorient              | Ligue 1               | 18          | 0           | 0           | 2               | 0               | 0               | -                 | -                 | -                 | -                              | -                              | -                              | -                              | 20    | 0     | 0     |
| 2023-2024             | LOSC Lille              | Ligue 1               | 2           | 0           | 0           | 1               | 0               | 0               | -                 | -                 | -                 | C4                             | 3                              | 0                              | 0                              | 6     | 0     | 0     |
| 2024-2025             | LOSC Lille              | Ligue 1               | -           | -           | -           | 3               | 0               | 0               | -                 | -                 | -                 | C1                             | -                              | -                              | -                              | 3     | 0     | 0     |
| Sous-total            | Sous-total              | Sous-total            | 2           | 0           | 0           | 4               | 0               | 0               | 0                 | 0                 | 0                 | -                              | 3                              | 0                              | 0                              | 9     | 0     | 0     |
| Total sur la carrière | Total sur la carrière   | Total sur la carrière | 238         | 0           | 2           | 22              | 0               | 0               | 9                 | 0                 | 0                 | -                              | 11                             | 0                              | 0                              | 280   | 0     | 2     |

## Palmarès
- Vainqueur de l’Emirates Cup en 2007, 2009 et 2010
- Finaliste de la Coupe de France en 2021 avec l'AS Monaco.

### Distinctions personnelles
- Trophée du gardien de l'année de MLS en 2019.
- Nommé dans l'équipe-type de Major League Soccer en 2019.